# Llaillay (ort)
Llaillay är en ort i Chile.   Den ligger i provinsen Provincia de San Felipe och regionen Región de Valparaíso, i den södra delen av landet, 70 km norr om huvudstaden Santiago de Chile. Llaillay ligger 395 meter över havet och antalet invånare är 16 646.
Terrängen runt Llaillay är huvudsakligen kuperad, men åt nordväst är den bergig. Det finns inga andra samhällen i närheten. 
Trakten runt Llaillay består till största delen av jordbruksmark. Runt Llaillay är det ganska glesbefolkat, med 45 invånare per kvadratkilometer.